# Hans Hartl
Hans Hartl (17. května 1858 Liberec – 11. října 1939 Liberec [uváděno též chybně datum úmrtí 24. února 1935 Vídeň]) byl československý pedagog a politik německé národnosti, meziválečný senátor Národního shromáždění.

## Biografie
Byl synem libereckého kupce Em. B. Hartla. V Liberci vychodil obecnou školu a vyšší reálnou školu.
Od roku 1875 studoval na německé technice v Praze a na Karlo-Ferdinandově univerzitě v Praze, kde vystudoval matematiku a fyziku. Obě vysoké školy absolvoval roku 1879. Roku 1881 složil učitelské zkoušky. Od roku 1882 vyučoval na státní průmyslové škole v Liberci. V roce 1889 získal titul profesora. Roku 1904 byl jmenován vládní komisařem pro živnostenské školství v severovýchodních Čechách. Dne 1. března 1907 byl jmenován inspektorem živnostenských škol v Dolních Rakousích se sídlem ve Vídni. Po půlroce byl ovšem opět povolán do Liberce. V letech 1907–1913 byl ředitelem dnešní Střední průmyslové školy strojní a elektrotechnické a Vyšší odborné školy Liberec. Od roku 1909 měl titul vládního rady.
Byl odborníkem na trigonometrii a experimentální fyziku. Napsal četné učebnice planimetrie. Profesí byl ředitelem státní průmyslové školy v Liberci.
Politicky aktivní byl již za Rakouska-Uherska. Ve volbách do Říšské rady roku 1911 se stal poslancem Říšské rady (celostátní parlament), kam byl zvolen za okrsek Čechy 76. Usedl do poslanecké frakce Německý národní svaz (Deutscher Nationalverband). Ve vídeňském parlamentu setrval do zániku monarchie.
Po válce zasedal v letech 1918–1919 jako poslanec Provizorního národního shromáždění Německého Rakouska (Provisorische Nationalversammlung) za Německou nacionální stranu (DnP). V letech 1918–1919 se také angažoval ve vládě provincie Deutschböhmen, která se neúspěšně pokoušela v rámci práva na seberučení docílit připojení regionu k Německému Rakousku, nikoliv Československu.
Pak se zapojil do politického života Československa. V parlamentních volbách v roce 1920 získal za Německou nacionální stranu (DNP) senátorské křeslo v Národním shromáždění. DNP šla do voleb v rámci koalice Německá volební pospolitost (Deutsche Wahlgemeinschaft), v níž se sdružila s Německou národně socialistickou stranou dělnickou. Mandát obhájil v parlamentních volbách v roce 1925 a v senátu zasedal do roku 1929.
V roce 1938 ještě oslavil své 80. narozeniny.